# 키지아나 음악원

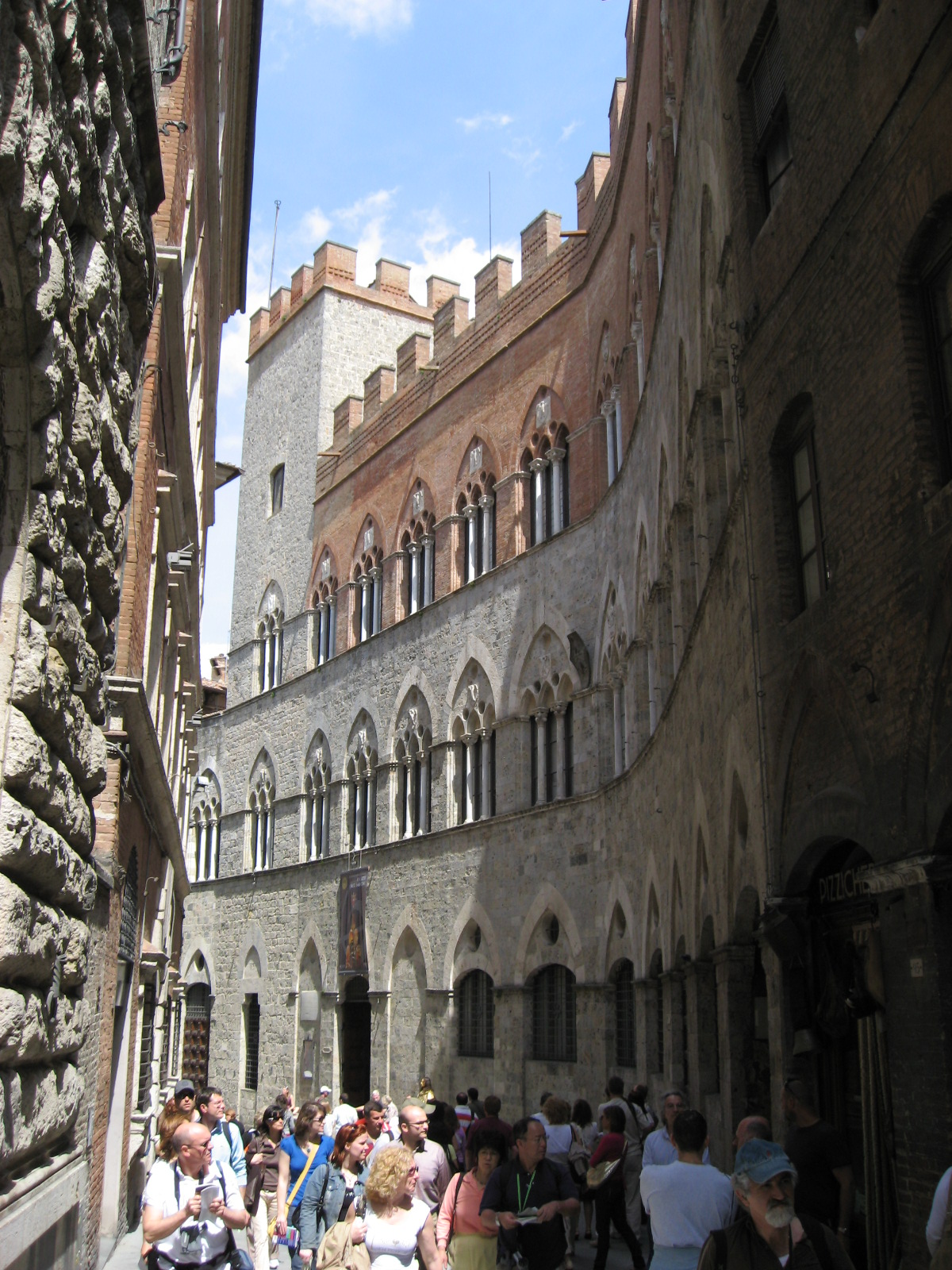
키지아나 음악원 건물로 사용되는 키지 사라치니 궁 외관

키지아나 음악원(이탈리아어: L'Accademia Musicale Chigiana)은 이탈리아 시에나의 음악교육기관이다. 1932년 귀도 키지-사라치니 백작에 의해 고등음악교육을 위한 국제 기관으로 설립되었다. 여름동안 시에나의 국제음악제를 주관하고, 고전음악 전분야에 걸쳐 세계 최고수준의 마스터클래스를 개최한다. 1932년 개교 당시 피아노, 바이올린, 첼로, 하프, 성악, 오르간으로 시작된 강좌는, 학생들의 급격한 증가와 함께 그 숫자가 늘어났고, 얼마 지나지 않아 이들은 음악원의 역사와 함께 세계 음악사를 써가기 시작했다.
카를로 마리아 줄리니, 살바토레 아카르도, 오스카 길리아, 우토 우기, 마우리치오 폴리니, 리카르도 샤이, 클라우디오 아바도, 주빈 메타, 다니엘 바렌보임, 주세페 시노폴리, 키릴 페트렌코, 에사-페카 살로넨, 체칠리아 가스디아, 솔 가베타, 제라르 그리세와 나아가서는 에릭 돌피에 이르기 까지: 이들은 키지아나 여름 아카데미에서 수강했던 위대한 예술가들 중 극히 일부이고 20세기 이후 음악사에서 지워지지 않을 족적을 남겼다. 실제로, 20세기 대부분에 있어서 세계적인 연주자나 지휘자들 중에서 시에나에서 한 번이라도 공부하지 않은 사람은 찾아볼 수 없다고 해도 과언이 아니다.
음악원은 14세기 키지-사라치니 궁을 사용하고 있으며 키지 사라치니 예술 컬렉션과 악기 박물관과 더불어 음악과 문학 7만여 장서의 도서관을 보유하고 있다.

## 주요 졸업생
- 클라우디오 아바도
- 살바토레 아카르도
- 다니엘 바렌보임
- 데이비드 조셉 부흐
- 로베르토 카르네발레
- 제라르 카론
- 가스파르 카사도
- 알도 체카토
- 리카르도 샤이
- 호르헤 샤미네
- 알리리오 디아즈
- 마르친 딜라
- 아담 피셔
- 소나 가자리안
- 카를로 마리아 줄리니
- 주빈 메타
- 도메니코 노르디오
- 다니엘 오렌
- 주세페 시노폴리
- 우토 우기
- 사샤 베치토모프
- 로만 블라드
- 존 윌리엄스

## 키지아나 음악원 국제음악상 수상자들
- 기돈 크레머, 바이올린 (1982)
- 페터 세르킨, 피아노 (1983)
- 슐로모 민츠, 바이올린 (1984)
- 크리스티안 짐머만, 피아노 (1985)
- 안네-소피 무터, 바이올린 (1986)
- 안드라스 쉬프, 피아노 (1987)
- 빅토리아 뮬로바, 바이올린 (1988)
- 안드레이 가브릴로프, 피아노 (1989)
- 프랑크 페터 치머만, 바이올린 (1990)
- 예브게니 키신, 피아노 (1991)
- 길 샤함, 바이올린 (1992)
- 에사-페카 살로넨, 지휘자 (1993)
- 막심 벤게로프, 바이올린 (1995)
- 하겐 콰르텟, 현악 사중주단 (1996)
- 타베아 치머만, 비올라 (1997)
- 릴리아 질버슈타인, 피아노 (1998)
- 매트 하이모비츠, 첼로 (1999)
- 줄리안 라흘린, 바이올린 (2000)
- 레이프 오베 안스네스, 피아노 (2001)
- 힐러리 한, 바이올린 (2002)
- 아르카디 볼로도스, 피아노 (2003)
- 아르테미스 콰르텟, 현악 사중주단 (2004)
- 사라 장, 바이올린 (2005)
- 폴 루이스, 피아노 (2006)
- 리사 바티아슈빌리, 바이올린 (2009)
- 라파우 블레하치, 피아노 (2010)